# Rannungen
Rannungen är en kommun och ort i Landkreis Bad Kissingen i Regierungsbezirk Unterfranken i förbundslandet Bayern i Tyskland.
Kommunen ingår i kommunalförbundet Maßbach tillsammans med köpingen Maßbach och kommunen Thundorf in Unterfranken.